# HD 50890
HD 50890，又名BD-02 1827，SAO 133890、HR 2582，是一颗恒星，视星等为6.04，位于銀經215.83，銀緯-0.49，其B1900.0坐标为赤經6h 49m 57.8s，赤緯-2° -0.49′ 38″。